# Міколай із Боґорії
Міколай із Боґорії гербу Боґорія (пом. 1388) — державний діяч Королівства Польського, каштелян завихостський (1375–1386), вішлицький (1386–1388), Маршалок Королівства Польського (1387–1388).
Міколай був одним із найвидатніших представників роду Боґоріїв зі Скотників у другій половині XIV століття. Він був сином Пйотра з Боґорії та Вітослави (Віхни) з Ґнешовиців. Мав брата Пашка (Павла), який писався "з Боґорії та Вішньової й був охмістром двору королеви Ядвіги, а також, 3-х сестер: Анну, Беату та Пракседу.
Вперше Міколай згадується 1366 року — він засвідчив грамоту свого дядька Міколая з Кожухова, пробста ґнєзненського; разом зі своїм дядьком Прокопом і братом купив частину Відухови у Ельжбети, дружини Стефана з Тенґобужа. На відміну від своїх родичів — двоюрідного діда, архієпископа Ґнєзненського Ярослава Боґорії Скотніцького та краківського канцлера Януша Сухивілька, Міколай був прихильником Анжуйської династії та гаряче підтримував призначення однієї з доньок Людовика Угорського на польський престол. Посідав уряд каштеляна завихостського (1375—1386).
1377 року Міколай взяв участь у поході на Русь Людовика Угорського проти литовців. Від 1378 року був радником намісника Русі Володислава Опольського у Львові. Надійно служив королеві-матері Єлизаветі Локєтківні. Від її імені виступав посередником і примирителем під час так званої Війни Грималітів з Наленчами.
Міколай був палким прихильником і одним із творців Польсько-Литовської унії, поборником покликання Ягайла на польський трон. Неодноразово брав участь у посольствах до Угорщини та Великого князівства Литовського, зокрема у Кревському з'їзді 1385 року та у з'їзді у Вовковиську 1386 року, який підтвердив постанови попереднього. За свою діяльність був нагороджений новим королем посадами каштеляна вішлицького (1386–1388) та маршалка королівства (1387–1388), виступав у документах то маршалком надвірним, то маршалком Королівства Польського. 1387 року брав участь у поході на Русь.
Він був благодійником і опікуном кляштору у Копшивниці — родовій фундації Боґоріїв. Володів значними маєтками, зокрема в Сандомирській землі, на Підкарпатті в землі Бецькій, також Рибітвами в Кракові, які вони з братом продали цистерціанському абатству в Могилі.
Помер бездітним у другій половині 1388 року.